# Canicule européenne de juillet-août 2021
Pour les articles homonymes, voir Canicule en Europe.
La canicule européenne de juillet-août 2021 est une période de chaleur estivale inhabituelle d'une intensité remarquable qui affecte particulièrement l'Europe du Sud.

## Situation météorologique
Un dôme de chaleur, un puissant anticyclone bloqué sur une même région accompagné d'air brulant s'installe au cœur de la Méditerranée et provoque une chaleur extrême sur les pays de l'Europe du Sud.

### Europe du Sud

#### Grèce
Entre fin juin et début juillet une première vague de chaleur provoque des températures de 44 degrés pendant 11 jours. Selon les données de l'observatoire national d'Athènes, il s'agit de la 5e plus longue canicule survenue en Grèce depuis 40 ans. Début août des températures de plus de 45 degrés sont relevées, un pic de température de 47,1 °C est atteint à Langadás le 3 août.

#### Italie
Une vague de chaleur portée par l'anticyclone "Lucifer" provoque une augmentation significative des températures. Le 10 août il est le relevé par le SIAS le service agrométéorologique sicilien des températures extrêmes de 47 °C à Lentini et 46,7 °C à Paterno.
Le 11 août des valeurs importantes sont enregistrées en Italie. La commune de santa Maria Capua Vetere en Campanie atteint 42,2 °C, puis 44,5 °C à Bova en Calabre et enfin 43,6 °C à Ballao en Sardaigne. C'est à l'est de la Sicile que les valeurs sont les plus hautes, 47,4 °C à Paterno puis un pic de 48,8 °C est enregistré par le SIAS à Floridia dans la province de Syracuse, ce qui serait la plus haute valeur relevée en Italie et en Europe.

#### Espagne

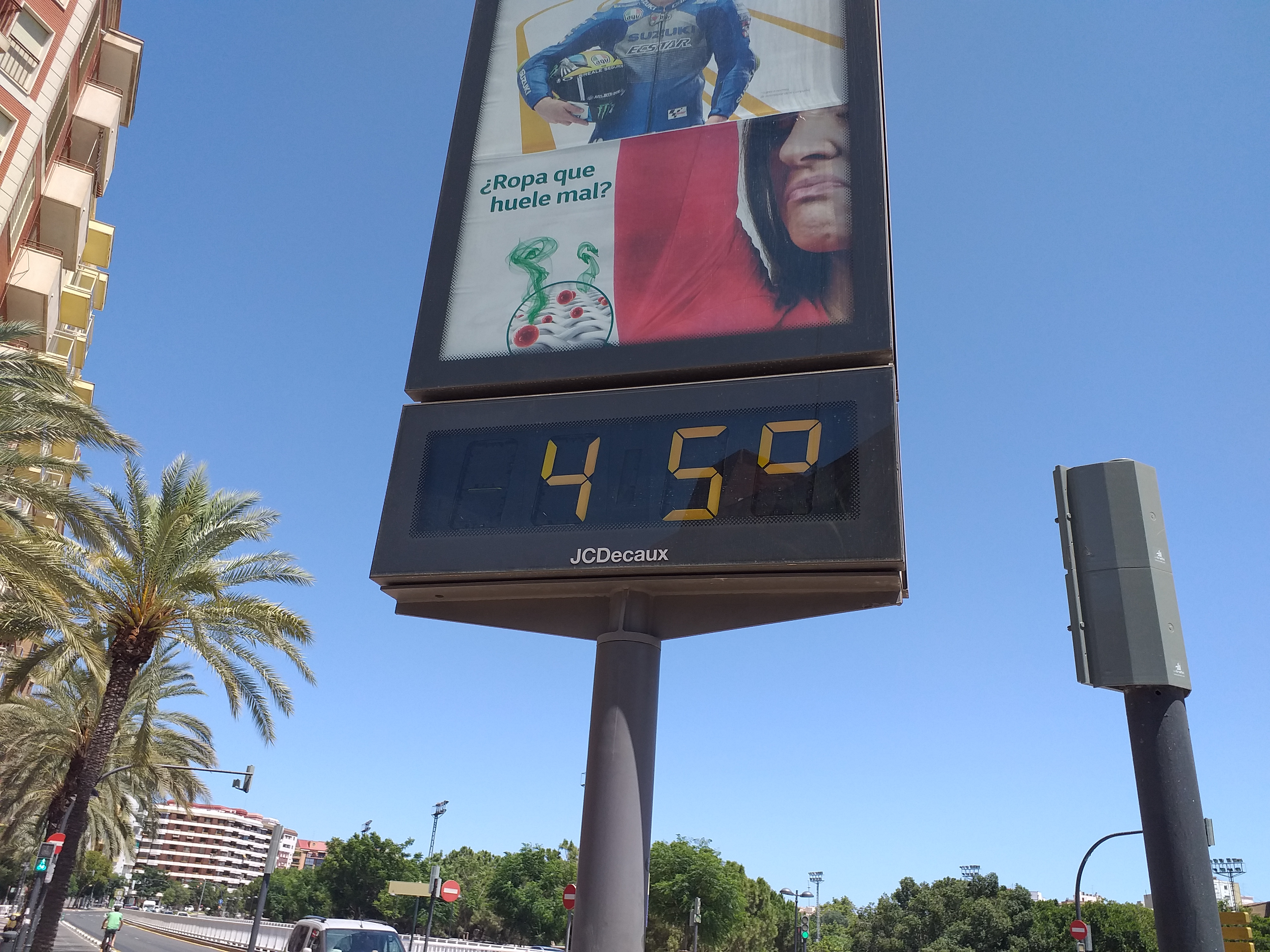
Écran à cristaux liquides affichant à Valence (Espagne), le 6 juillet 2021.

À partir du 12 août le dôme de chaleur affecte l'Espagne. Le 13 août, il est relevé 45,5 °C à Grenade en Andalousie, 44,8 °C à Aguillar de la Frontera, 41,7 °C à l'aéroport de Madrid.
Mais c'est la journée du 14 août qui s'avère la plus brûlante, en effet des pics de chaleurs sont atteints, 46,9 °C à Cordoue record égalé du 13 juillet 2017, 42,7 °C à l'aéroport de Madrid Barajas (nouveau record), 47,4 °C à Montoro et jusqu'à 47,6 °C à 16 h 48 à la station météo de La Rambla (Cordoue) en Andalousie enregistré par l'AEMET, ce qui représenterait le nouveau record national en Espagne.
La journée du 15 août, le pic de chaleur est déplacé à la Méditerranée. De nouveaux records de température ont lieu dans la vallée de la Ségura, dans la Région de Murcie : 47 °C à Murcie-Alcantarilla et 46,2 °C à Murcie-Guadaloupe. La journée du 16 août, il fait 44,3 °C à Ténérife,.

#### Balkans
La vague de chaleur touche également les Balkans on relève des températures qui atteignent les 40 °C. L'Albanie a ainsi dû faire face à pas moins de 75 feux de forêts, qui ont mobilisé 300 pompiers. Les autorités ont demandé de l'aide de l'Union européenne, rapporte l'agence Reuters. De nombreux incendies ont également mobilisé les secours en Serbie, Bosnie, Macédoine et Croatie.

### Europe de l'Ouest

#### France
En France c'est dans le sud-est que la canicule s'installe, à la mi-août, il est relevé 40,7 °C à Porto-Vecchio en Corse, 40,9 °C à Varages dans le Var, et un pic de température est atteint le 13 août à Trets de 41,2 °C dans les Bouches-du-Rhône.

## Valeurs maximales relevées en Europe
| Pays    | Temperature        | Lieu                | Date    |
| ------- | ------------------ | ------------------- | ------- |
| Grèce   | 47,1 °C (116,8 °F) | Langadás            | 03 août |
| Italie  | 48,8 °C (119,8 °F) | Floridia            | 11 août |
| France  | 41,2 °C (106,2 °F) | Trets               | 13 août |
| Espagne | 47,6 °C (117,7 °F) | La Rambla (Cordoue) | 14 août |

## Conséquences sanitaires, sur la végétation

### Sanitaires et végétation
Des incendies ont lieu en Grèce brûlant des milliers d'hectares sur l'île d'Eubée provoquant l'évacuation de 3 000 personnes par la mer. Depuis le 29 juillet, il y eut 586 départs de feu et plus de 93 700 hectares ravagés par les flammes.
En Sicile et en Calabre des incendies de grande ampleur se propagent. Dans la nuit du 11 au 12 août plus de 500 incendies ont été répertoriés. Ils ont provoqué la mort de 4 personnes.
L'Espagne est également confronté aux flammes entre Navalacruz et Riofrio. Un gigantesque incendie de 90 km de périmètre a dévasté 12 000 hectares de végétation et entraîné l'évacuation de 1 000 habitants.
En France dans le Var on dénombre 6 300 hectares brulés ce qui a pour conséquence l'évacuation de 7 000 personnes. De plus les incendies ont causé le décès de 2 personnes.
En Finlande, la région qui borde la rivière Kalajoki a vu les pires feux de forêts depuis 1971. La Finlande déplore en août 2021 quelque 12,5 fois plus de forêts brûlées depuis le début de l'année que la moyenne établie sur la période 2008-2020 (488 ha, au lieu de 39 ha par an).
Les incendies représentent également une menace pour la biodiversité.

## Autres effets

### Emballement climatique
Selon le dernier rapport d'état du GIEC le mois de juillet 2021 a été le mois le plus chaud jamais enregistré.
Cela confirme les prévisions du GIEC qui prévoit une augmentation de + 1,5 °C de la planète autour de 2030, cela aura pour conséquence la saturation de l'absorption de CO2 par les forêts, les sols et les océans. La montée du niveau des océans, le réchauffement accéléré de l'Arctique sont les conséquences de cet emballement climatique.